# Calleulype whitelyi
Calleulype whitelyi är en fjärilsart som beskrevs av Butler 1878. Calleulype whitelyi ingår i släktet Calleulype och familjen mätare. Inga underarter finns listade i Catalogue of Life.